# Собачка тупорилий
Собачка тупорилий (Parablennius gattorugine) — середнього розміру морські собачки, що сягають 30 см, живуть на скелястих ділянках прибережжя і на мілинах до 20 м глибини.

## Характеристика

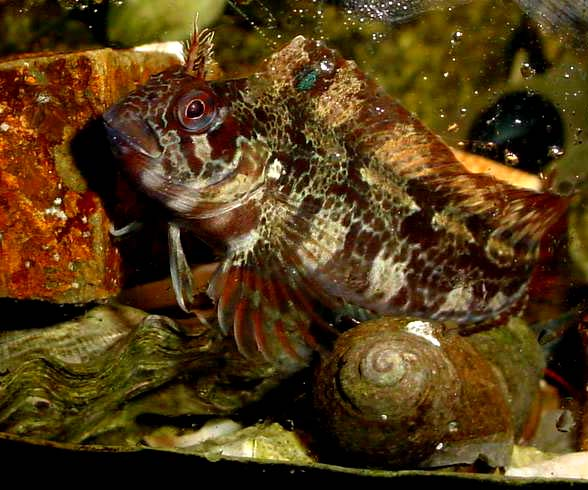
Морський собачка тупорилий, Бретань, Франція

Мають інтенсивний буро-жовтогарячий малюнок, характерну пару щупалець над очима, а також сім, або більше темних смужок вздовж тіла. Живиться морськими анемонами або ракоподібними.

## Ареал
Поширені біля північних, західних і південних берегів Великої Британії, нетипово — біля східних берегів, також біля берегів Північного Норфолка. Також відзначається біля більшості берегів Португалії, в Середземному, Чорному і Мармуровому морях, з Азорських островів і Мадейри. Є улюбленим об'єктом спостереження для дайверів.